# Thực vật thủy sinh

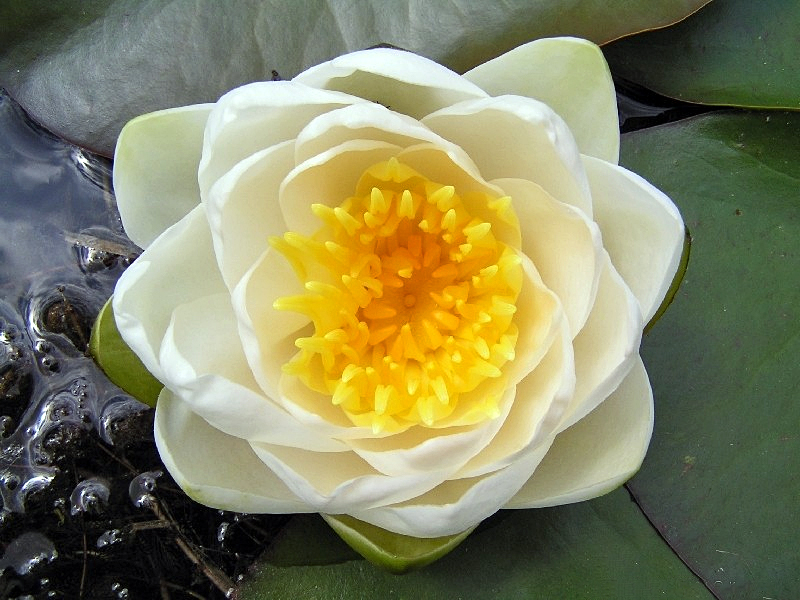
Nymphaea alba, một loài hoa thuộc Họ Súng

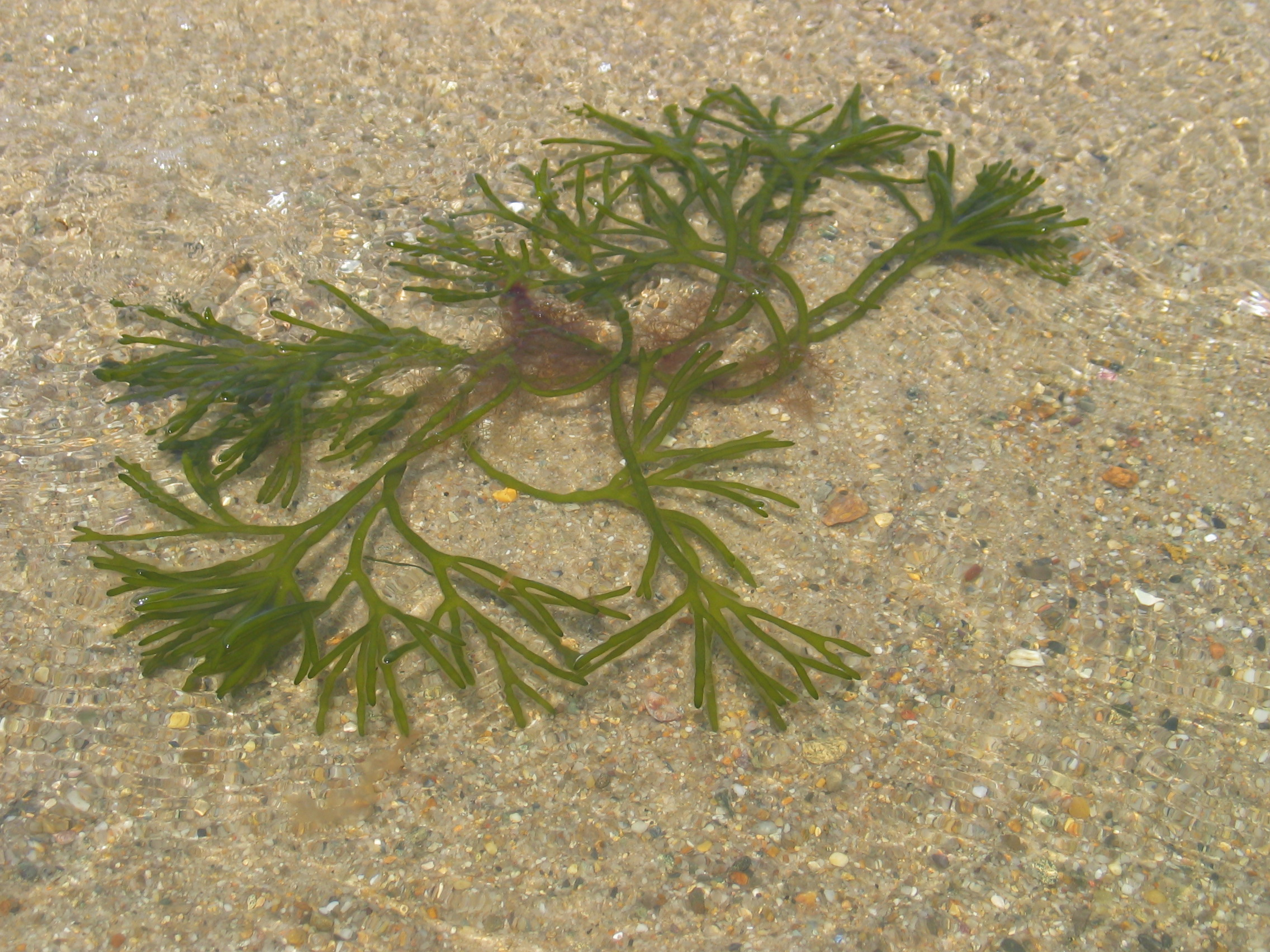
Tảo biển

Thực vật thủy sinh (hay còn gọi là thực vật sống dưới nước) là thực vật thích ứng với việc sống trong môi trường nước (nước mặn và nước ngọt). Chúng có thể sống hoàn toàn trong nước (các loài tảo biển), một phần trong nước hoặc trong môi trường ẩm ướt như bùn. Các loài sen, hoa súng thích ứng với môi trường ngập nước với phần lá nổi trên mặt nước. Một số loài thực vật thủy sinh có hai hình thái lá đó chính là "lá cạn" hay lá mọc bên trên mặt nước và hình thức "lá nước" là dạng lá mọc hoàn toàn ở dưới nước.
Các nhân tố chính kiểm soát sự phân tán của thực vật thủy sinh là độ sâu và chu kỳ lũ. Tuy nhiên, các nhân tố khác cũng có thể được xem là kiểm soát sự phân tán và phát triển của chúng như chất dinh dưỡng, độ mặn và dao động sóng nước.

## Đặc điểm
Các nhà khoa học Đức đã sưu tầm được hơn 300 loại thực vật thủy sinh, các nhà thiết kế Hà Lan đã hình thành một trường phái mỹ thuật về cách sắp xếp, tạo hình phong cảnh bằng các loại thực vật thủy sinh rất độc đáo, đặc sắc.Nên hạn chế ánh sáng, chỉ sử dụng vừa đủ để tránh lãng phí điện. Nhiều ánh sáng, dư sáng sẽ tạo ra môi trường cho rêu phát triển nhanh, làm mờ và xấu hồ thủy sinh.
Những cây thủy sinh không có lông hút và nó hút nước bằng tế bào biểu bì bao quanh toàn bộ cơ thể, lông hút ở thực vật trên cạn thực ra được tạo thành từ tế bào biểu bì của cây. Những thực vật sống trên cạn cần phải hình thành lông hút để tăng diện tích tiếp xúc với đất để hấp thụ được nhiều nước, còn những cây ở dưới nước do lượng nước ngoài môi trường nhiều nên tế bào biểu bì của cây không cần phải hình thành lông hút.

## PHÂN LOẠI CÂY THỦY SINH THEO CẤP ĐỘ

### CÂY THỦY SINH CẤP ĐỘ I (DỄ TRỒNG):
- Những cây thủy sinh này có sức sống mạnh mẽ và phát triển tốt trong hồ thủy sinh ánh sáng yếu.
- Không cần cung cấp CO2 nhưng vẫn khuyến khích bởi vì việc cung cấp CO2 đảm bảo sự tăng trưởng của cây.
- Thời gian chăm sóc ít vì cây phát triển chậm.
- Bạn có thể trồng những dòng cây này vào phần đất hoặc gắn lên lũa hoặc đá.
- Dinh dưỡng được cung cấp từ phần đất nền hoặc từ phân nước.
- Cây thủy sinh cấp độ I như: Các loại rêu thủy sinh, các loại cây rong, Ráy lá nhỏ (Anubias barteri var. nana), Lệ Nhi (Bacopa caroliniana), Cỏ Thìa (Sagittaria subulata)…

### CÂY THỦY SINH CẤP ĐỘ II (TƯƠNG ĐỐI DỄ TRỒNG):
- Những cây thủy sinh này cần ánh sáng tối thiểu 0.5 watt/lít nước để phát triển mạnh.
- Cung cấp CO2 để giúp cây phát triển tốt với màu sắc và mật độ.
- Thời gian chăm sóc từ 30 phút đến 1 giờ hàng tuần bắt buộc tùy thuộc vào sự tăng trưởng và phát triển của cây.
- Đất nền và phân nước là bắt buộc, khuyến khích sử dụng phân bón đặc biệt.
- Cây thủy sinh cấp độ II như: Cây dòng cây ráy, Cỏ Đỏ (Echinodorus tenellus), Rau Má Hương (Hydrocotyle tripartita), Cỏ Bợ (Marsilea hirsuta)…

### CÂY THỦY SINH CẤP ĐỘ III (KHÓ TRỒNG):
- Những cây thủy sinh này cần ánh sáng mạnh mẽ để đảm bảo sự phát triển cần thiết trong quá trình quang hợp
- Cung cấp CO2 liên tục 15 – 25 mg mỗi lít nước.
- Thời gian chăm sóc từ 1-2 giờ hàng tuần. Sự tăng trưởng cây có thể gây ra khó khăn.
- Nhiệt độ ổn định từ 23 cho đến 25 độ.
- Phân nền, phân nước và chế độ dinh dưỡng đặc biệt là yêu cầu thiết yếu để các dòng thực vật thủy sinh này phát triển tốt nhất.
- Cây thủy sinh cấp độ III như: Vảy Ốc, Huyết Tâm Lan, Đại Hồng Huyết, Cây Trầu Iguazu, Cỏ Giấy (Utricularia graminifolia), Trân Châu Nhật (Glossostigma elatinoides), Trân Châu Cuba (Hemianthus callitrichoides ‘Cuba’)…

## Phân loại
- Điều kiện nước: thực vật nước ngọt, thực vật nước mặn
- Vị trí tầng nước: thực vật thủy sinh nổi, thực vật thủy sinh trong nước

## Hình ảnh

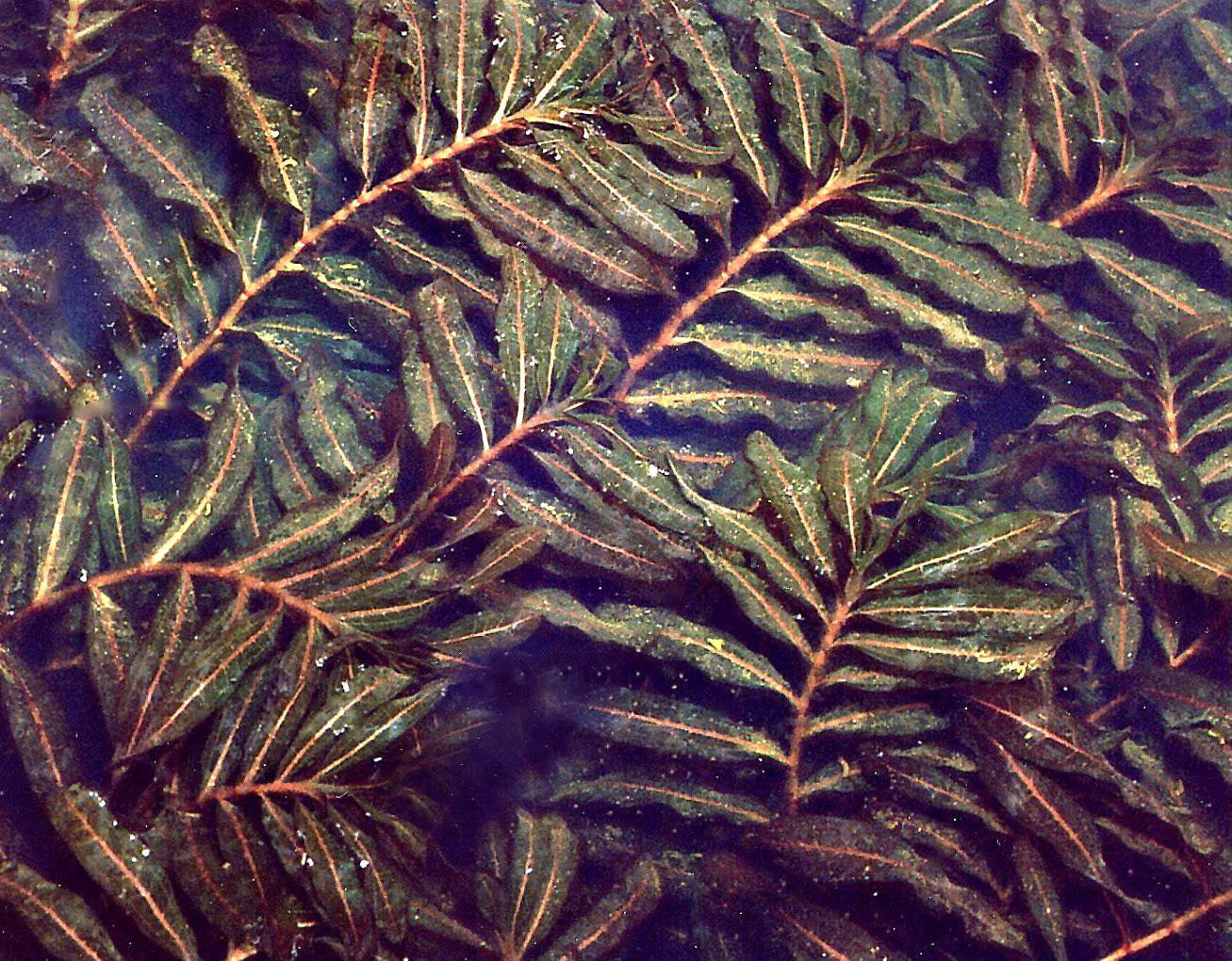
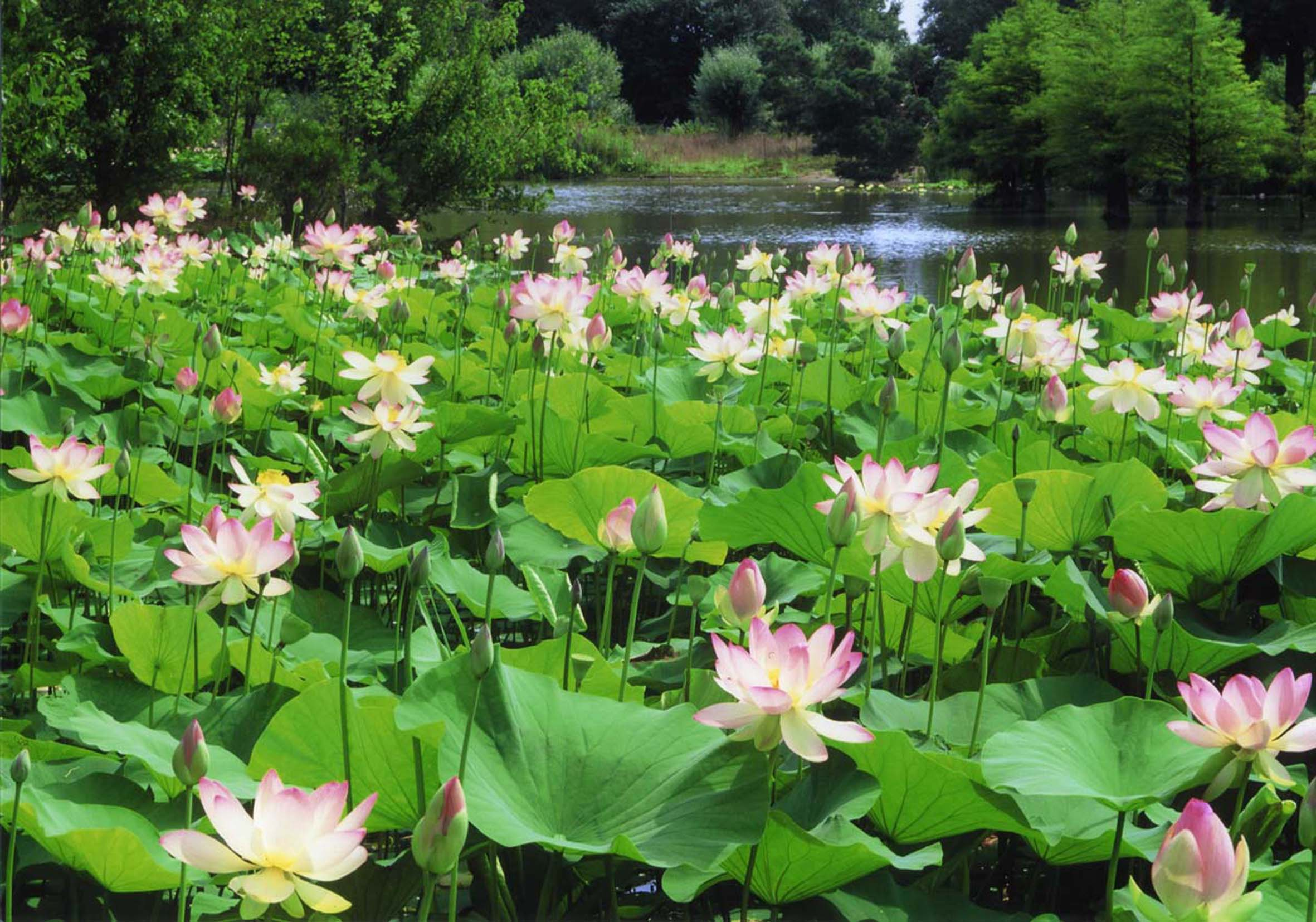
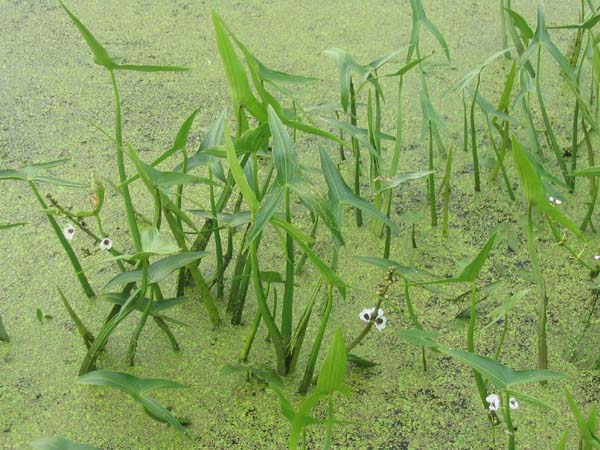
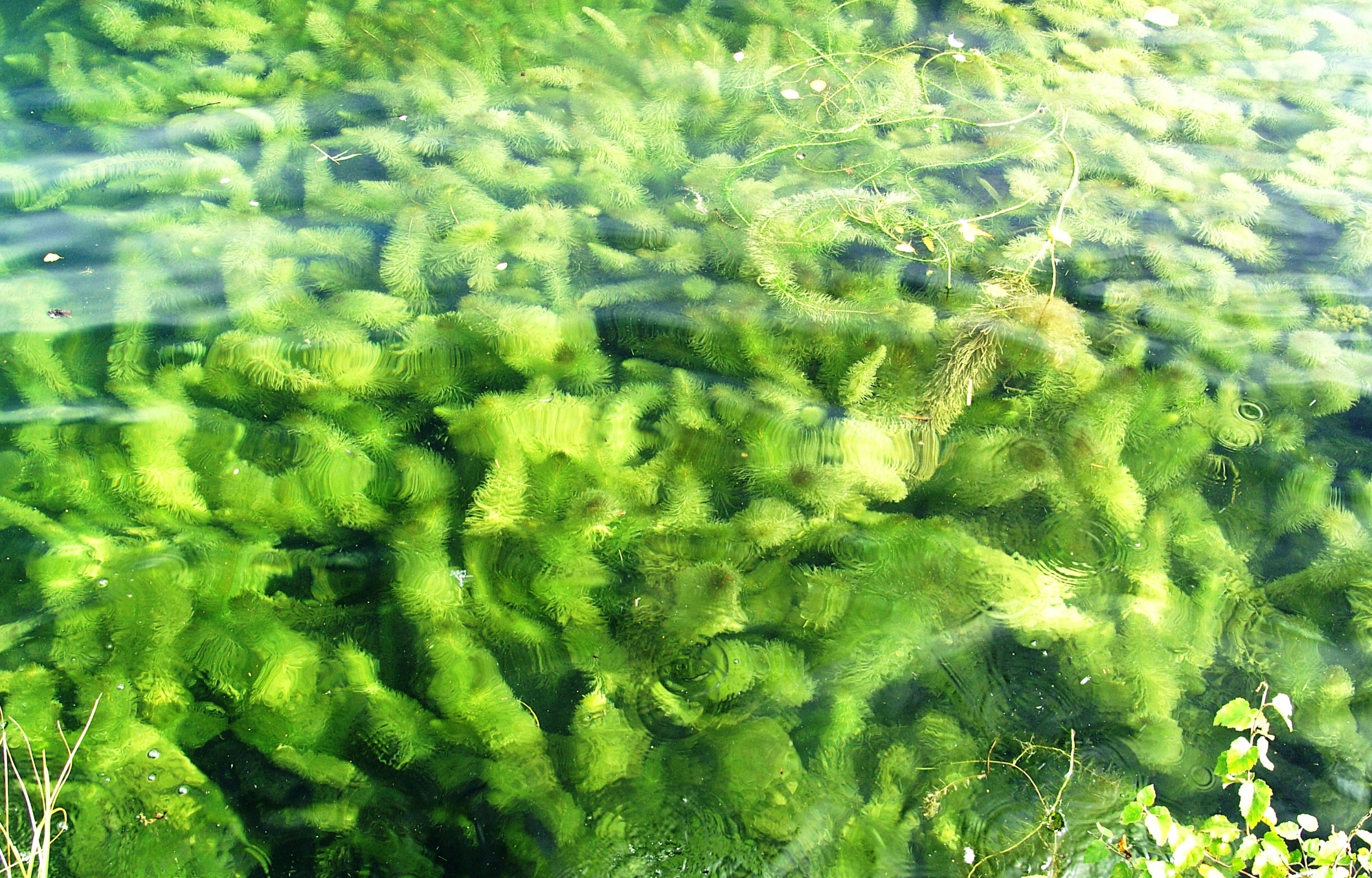